# Elizabeta Pfalška
Elizabeta Pfalška, nemška princesa, filozofinja, * 26. december 1618, Heidelberg, Nemčija, † 11. februar 1680, Herford, Nemčija. Njen oče je nemški volilni knez Friderik V. Pfalški, ki je bil kratek češki kralj. Elizabeta Pfalška je najbolj poznana po dopisovanju s francoskim filozofom Renejem Descartesom. Bila je kritična do Descartesove dualistične metafizike in njeno delo je predvidevalo metafizične pomisleke kasnejših filozofov.

## Življenje
Elizabeta se je rodila kot tretji otrok očetu Frideriku V. in materi, škotski plemkinji Elizabeti Stuart. Leta 1620 je bil njen oče Friderik V. imenovan za češkega kralja (Friderik II. Češki). Prestol je izgubil po eni zimi vladanja v dogodkih, za katere velja, da so povzročili tridesetletno vojno. Ker je vladal samo eno zimo so ga klicali tudi »zimski kralj«, njegovo ženo Elizabeto Stuart pa »zimska kraljica«.
Elizabeta je imela široko izobrazbo, študirala je filozofijo, astronomijo, matematiko, sodno prakso, zgodovino, sodobne in klasične jezike. Ker je obvladala staro grščino, so jo njeni vrstniki imenovali "La Grecque" ("Grkinja"). Elizabeta je študirala tudi likovno umetnost, vključno s slikarstvom, glasbo in plesom. Poučeval naj bi jo tudi Constantijn Huygens, znan nizozemski pesnik in skladatelj.
Elizabeta je leta 1633 prejela predlog za poroko poljskim kraljem Vladislavom IV.. Poroka bi bila koristna za Renski palatinat, toda kralj je bil katolik, Elizabeta pa se ni hotela odreči svoji protestantski veri.
Elizabetin brat Filip Friderik Pfalški je leta 1646 ubil moškega v dvoboju. Elizabeta je bila poslana k družini v Nemčiji, kjer je poskušala zainteresirati svoje profesorje za Descartesovo delo. Elizabeta se je zainteresirala za njegova dela že nekaj let prej, ko je prebrala Descartesove Meditacije o prvi filozofiji.
Leta 1660 je Elizabeta vstopila v luteranski samostan v Herfordu in sedem let pozneje postala opatinja samostana. Medtem ko je bil samostan luteranski, je bila Elizabeta kalvinistka. Čeprav je bila prejšnja opatinja (Elizabetina sestrična) tudi kalvinistka, je razlika v veri povzročila nekaj začetnega nezaupanja. Kot opatinja je predsedovala samostanu in upravljala tudi okoliško skupnost 7000 ljudi. Elizabeta je bila uspešna upraviteljica samostana, vanj je sprejela tudi bolj obrobne verske sekte, vključno z labadisti in kvekerji, slednji so proti hierarhiji v cerkvi, zakramentom, obredom, duhovnikom in ostalim cerkvenim uredbam, odločno pa nasprotujejo tudi vojaški službi in zabavljaštvu. Verjamejo, da božje razsvetljenstvo pride od Boga samega v vsakega posameznika, zaradi česar so bile med njihovimi religioznimi ekstazami neredki božjastni napadi.
Elizabeth je umrla 11. februarja 1680. Pokopali so jo v opatijski cerkvi v Herfordu.

## Filozofski nazori
V svojih odraslih letih se je Elizabeta dopisovala z mnogimi priznanimi intelektualci svojega časa.
Do leta 1639 se je Elizabeta dopisovala z nizozemsko učenjakinjo Anno Mario van Schurman, imenovano nizozemska Minerva. Ana Marija je v zgodnjem pismu Elizabeti ponudila smernice o tem, katere predmete naj preučuje ter se zavzemala za uporabnost zgodovine.
Elizabetino dopisovanje z René Descartesom se je začelo leta 1643 in trajalo do njegove smrti v začetku leta 1650. Na njeno prošnjo je Descartes postal njen učitelj filozofije in morale, leta 1644 pa ji je posvetil svoje Prince filozofije.
Elizabeta se je dopisovala tudi s številnimi uglednimi kvekerji, med katerimi sta bila Robert Barclay in William Penn.

## Dopisovanje z Renéjem Descartesom
Elizabeta je spoznala Descartesa na enem od njegovih obiskov v Haagu. Descartes je obiskal Haag, da bi se srečal z nekaterimi vodilnimi intelektualnimi osebnostmi na Nizozemskem, ki bi morda podprle njegovo filozofijo. Haag je bil pogosto zbirališče za srečanje z drugimi politično vplivnimi ljudmi. Medtem ko je Descartes govoril o svojih idejah, je Elizabeta namerno poslušala in se zelo zanimala za njegove misli o duši in telesu. Po njegovem obisku so mu povedali, da se je Elizabeta zelo zanimala njegovo delo. Descartes je bil laskav in je povedal drugim, da bi rad bolje spoznal princeso. Descartes je še enkrat obiskal Haag in se nameraval pogovoriti z Elizabeto, čeprav se ta pogovor iz neznanega razloga ni zgodil.
Elizabetino dopisovanje z Descartesom se je začelo na njeno pobudo leta 1643 in je trajalo vse do njegove smrti v začetku leta 1650. Do danes ni bilo najdeno še nobeno njeno filozofsko delo, njeni obstoječi filozofski spisi pa so skoraj v celoti sestavljeni iz njenega dopisovanja z Descartesom. Iz dopisovanja je razvidno, da ima Elizabeta izjemno in široko kritično filozofsko ostrost. Njena stran dopisovanja nakazuje, da ima nekaj svojih pozitivnih filozofskih mišljenj glede zadev, ki vključujejo naravo uma, razlage naravnih pojavov, vrline itd.
Številna Descartesova pisma Elizabeti so bila objavljena v zvezkih njegove korespondence, ki jo je uredil Claude Clerselier, vendar je Elizabeta zavrnila zahtevo po objavi njene strani dopisovanja. Njeno stran dopisovanja je leta 1879 prvič objavil Louis-Alexandre Foucher de Careil, potem ko ga je na Elizabetin obstoj opozoril prodajalec knjig Frederick Müller, ki je v Rosendaelu našel sveženj pisem. Pisma iz Rosendaela niso izvirniki, temveč kopije, ki izvirajo iz zgodnjega 18. stoletja. Skladnost njihove vsebine z Descartesovimi pismi, skupaj z dogodki iz družinskega in zasebnega življenja Elizabete, močno podpira pristnost kopije.
Dopisovanje med Elizabeto in Descartesom se je začelo z njenim postavljanjem preizkusnih vprašanj o tem, kako lahko Descartes razloži sposobnost nematerialne snovi, da deluje na materialno snov. Opombe Elizabete k Descartesu prav tako kažejo, da je pripravljena ponovno pregledati njegov vsebinski dualizem. Descartes pritiska, da bi še bolj izrazil vsebinsko razlago, pri čemer ne opozarja le na problem medsebojnega delovanja duše in telesa, ampak tudi na primere, ko slabo stanje telesa - hlapi, na primer, vpliva na sposobnost razmišljanja.
V pismih novembra 1643, kmalu po začetni izmenjavi o združitvi duše in telesa, je Descartes postavil Elizabeti klasični geometrijski problem treh krogov ali Apolonijev problem: najti krog, ki se dotika vsakega od treh danih krogov na ravnini. Medtem ko zapiski, kako je Elizabeta rešila nalogo, niso več na voljo, Descartesovi komentarji kažejo, da je Elizabeta že obvladala tehnike algebrske geometrije.
Leta 1644 je Descartes Elizabeti posvetil knjigo s svojimi načeli filozofije. V tem delu Descartes svojo metafiziko ne predstavi samo v obliki učbenikov, ampak tudi svojo fiziko podrobno predstavi. Elizabeta se je na predanost odzvala s hvaležnostjo, a tudi s kritikami njegovih računov magnetne privlačnosti in jakosti živega srebra.
Dopisovanje se je začelo znova. V tej korespondenci Elizabeta in Descartes razpravljata o bolezni, za katero je Elizabeta trpela poleti 1645. Descartes je menil, da so njeni simptomi posledica žalosti.
Tudi v dopisovanju se Elizabeth izkaže, da se zelo zanima za delovanje fizičnega sveta, poroča o različnih naravnih pojavih, zlasti o boleznih in zdravilih, obenem pa išče učinkovito vzročno razlago teh pojavov.

## Prispevki k feministični zgodovini filozofije
Elizabeta je ena izmed ključnih tem v feministični zgodovini filozofije. Pozornost je pridobila kot vidna učenjakinja in zaradi svoje praktične vloge pri razvoju znanstvenic 17. stoletja. Feministične znanstvenice preučujejo njena dopisovanja in življenje, da bi razumele omejitve žensk iz 17. stoletja. Njeno dopisovanje z Descartesom predstavlja primer pomena vključevanja žensk v filozofijo. Nekateri trdijo, da Elizabetino dopisovanje z Descartesom pomaga feminističnim znanstvenicam, da ponovno zasnujejo, kako naj se ženske vključijo v filozofski kanon. Mnogi verjamejo, da se je Elizabeta močno zavedala omejitev svojega spola. Svoje izgnanstvo v Haagu je uporabila za ustvarjanje mreže med znanstvenicami. Njena mreža je bila prostor, kjer so se ženske lahko vključile v filozofsko raziskovanje. Vključno z Elizabeto so mrežo sestavljale Ana Marija van Schurman, Marie de Gournay in Lady Ranelagh.